# Gammaropisa arganoi
Gammaropisa arganoi is een vlokreeftensoort uit de familie van de Eriopisidae. De wetenschappelijke naam van de soort is voor het eerst geldig gepubliceerd in 1988 door Ruffo & Vigna-Taglianti.